# Veliki vezir
Veliki vezir  je bio naslov za glavnu osobu među vezirima, savjetnika sultana i kao takav najviši naziv nekog službenika u nekoliko muslimanskih zemalja, ali se prvenstveno poistovjećuje s Osmanskim carstvom, gdje je veliki vezir obnašao dužnost koja bi odgovarala današnjem premijeru. Naslov "veliki vezir" ukinut je dokidanjem vladavine sultana u Turskoj 1922. i zamijenjena naslovom predsjednika vlade.